# 우주학멸군단 워스타
우주학멸군단 워스타(일본어: 宇宙虐滅軍団ウォースター 우츄갸쿠메쓰군단 워스타[*])는 일본 토에이의 34번째 슈퍼 전대 시리즈인 천장전대 고세이저에 등장하는 첫 번째 악역 집단이다. 여러 행성의 우주인들로 구성되어 있으며, 지금까지 여러 혹성에서 약탈과 파괴를 행해왔다. 구성원들의 고향 별의 이름은 지구에 서식하는 각종 벌레들의 명칭에서 유래하였으며, 구성원들의 모티프도 절지동물에서 따왔다. 또한, 구성원들의 이름도 곤충을 비롯한 절지동물에서 따왔다. 이 중, 수령과 간부급 우주인들은 몸통에 은색의 갑옷을 입고 있다.
워스타 군단은 우주모선 인베이더 호(일본어: 宇宙母船インデベーダー 우추보센 인베다[*])를 근거지로 하고 있다. 지구에 그들이 도착하였을 때, 간부인 유성의 데레푸타는 지구를 공격하기 전 천국의 탑(일본어: 天の塔 덴노 토[*])을 파괴하였다. 그 때문에 다섯 명의 고세이저는 지상에 남게 되어 천국으로 갈 수 없게 되었다. 그러나, 워스타는 15화에서 몬스 도레이쿠가 죽은 후, 16화에서 유성의 데레프타가 죽으면서 궤멸되었다.

## 몬스 드레이크
대왕 몬스 드레이크(일본어: 大王モンス・ドレイク 다이오 몬스 도레이쿠[*])는 우주학멸군단 워스타의 대장으로, 혹성의 몬스 드레이크(일본어: 惑星のモンス・ドレイク 와쿠세이노 몬스 도레이쿠[*])라고도 한다. 몬스 성인(영어: Month, 일본어: モンス星人 몬스 세이진[*], 나방)으로, 드레이크 토마호크로 무장하고 있다. 주된 공격은 혹성탄(일본어: 惑星弾 와쿠세이단[*])과 혹성직렬탄(일본어: 惑星直列弾 와쿠세이초쿠레쓰단[*])이며, 필살 기술은 중력 낙하(일본어: 引力落とし 인료쿠오토시[*])이다. 지구를 침략하기 전 호성천사들이 자신들의 침략을 방해할 것을 내다본 그는 데레프타로 하여금 하늘의 탑을 우선 파괴하도록 명령하였다. 결국 고세이저의 힘이 약해지자, 몬스 드레이크는 데레푸타와 함께 의식을 통해 중력 낙하를 사용, 달이 지구와 충돌하게 하려 했다. 그러나 중력 낙하 작전은 고세이저에 의해 실패하고 말았다. 그 후, 몬스 드레이크는 지구의 산소를 인베이더 호에 가득 실어, 그것을 추락시켜 인간들을 모두 불태워버릴 작전을 세우지만, 하이퍼 고세이 그레이트에 의해 인베이더 호와 함께 죽음을 당한다. 몬스 도레이쿠의 이름은 우주 공상과학 영화 스타 트렉(영어: Star Trek, 일본어: スタートレック 스타토레쿠[*])에서 유래하였다.
몬스 드레이크의 목소리는 이이스카 쇼조(일본어: 飯塚 昭三)가 연기하였다.

## 데레프터
유성의 데레프터(일본어: 流星のデレプタ 류세이노 데레프터[*])는 즈틴마 성인(영어: Zutinma, 일본어: ズティンマ星人 즈틴마 세이진[*], 사마귀(Mantis))으로 워스타의 행동 대장이자 몬스 드레이크의 심복이다. 주된 기술은 유성탄(일본어: 流星弾 류세이단[*]), 초유성탄(일본어: 超流星弾 조류세이단[*]), 유성종횡탄(일본어: 流星縦横弾 류세이주오단[*]), 초은하유성탄(일본어: 超銀河流星弾 조긴가류세이단[*])이다. 데레프타는 워스타가 지구를 본격적으로 침략하기 전에 먼저 지구에 도착하여, 호성계와 지구를 연결하는 천국의 탑을 파괴하였으나, 이를 막으려는 고세이 레드와 격투를 벌이다 고세이 레드의 팔뚝에 큰 상처를 입힌다. 하지만 몬스 드레이크가 중력 추락을 썼을 때, 하이퍼 고세이 그레이트가 이를 막는 와중에 가까쓰로 살아남는다. 몬스 드레이크가 사망한 후 고세이 레드 앞에 다시 등장하여 그에게 싸움을 걸었는데, 싸움 와중에 자신이 쏜 유성탄이 우연히 엘레이의 상자에 맞는 바람에 지구희옥집단 유마수의 부활에 실마리를 주게 되었다. 고세이 레드와의 대결에서 패배함으로써 죽음을 당한다. 데레프타의 이름은 외계인 영화 프레데터(영어: Predetor, 일본어: プレデター 푸레데타[*])에서 유래하였다.
데레프타의 목소리는 코야마 리키야(일본어: 小山 力也)가 연기하였다.

## 브레드런
혜성의 브레드런은 뿔매미의 모습을 하고 있는 워스타의 간부이다. 원래 정체는 추파카브라의 부레도란으로, 그가 1만년 전 자신의 유마수 동지들이 봉인당할 때, 그것을 피해 워스타의 몬스 도레이쿠의 수하로 들어갈 때 사용한 가명이다. 부레도란서(Buredorancer, 일본어: ブレドランサー 부레도란사[*])로 무장하고 있으며, 자신의 손에서 에너지탄을 발사하는 혜성탄(일본어: 彗星弾 스이세이단[*])을 사용한다. 세상의 액운을 모아 만든 비비충(일본어: ビービ虫)을 부려, 쓰러진 괴수들을 거대화시키고, 지구 침략 작전을 위한 책략을 짜내는 책사 역할을 한다. 몬스 드레이크를 따라 인베이더 호에 승선하여 고세이저에 대항하지만, 인베이더 호가 폭발한 후 갑자기 사라졌다가, 데레푸타가 쏜 유성탄에 의해 드러난 엘레이의 상자를 발견하여 유마수들의 봉인을 풀고, 자신의 정체를 드러낸다. 이름은 SF 영화인 블레이드 러너(영어: Blade Runner, 일본어: ブレードランナー 부레도 란나[*])에서 유래하였다. 천장전대 고세이저: 에픽 온 더 무비에서 부레도란은 워스타의 모습으로 재등장한다.
부레도란의 목소리는 토비타 노부오(일본어: 飛田 展男)가 연기하였다.

## 교텐오
초신성의 교텐오(일본어: 超新星のギョーテンオー 초신세이노 교텐오[*])는 고세이저를 쓰러뜨림으로써 데레푸타와 부레도란을 대신해 자신이 몬스 도레이쿠의 오른팔이 되려는 야망을 가지고 있다. 공간을 비틀어 그 곳에 목표물을 가두는 능력을 가지고 있다. 그 능력을 이용하여 하이드와 모네도 비틀린 공간에 가두어버리지만, 결국 스카이-랜드-시 불릿에 맞아 쓰러진다. 비비충에 의해 거대화되었으나, 결국 미스틱 고세이 그레이트와 데이터스에 의해 죽음을 당한다. 교텐오의 목소리는 시바타 히데카츠(일본어: 柴田 秀勝)가 연기하였다.

## 데인바르트
명성의 데인바르트(일본어: 明星のデインバルト 묘세이노 데인바르트[*])는 고세이저를 쓰러뜨림으로써 데레푸타와 부레도란을 대신해 자신이 몬스 도레이쿠의 오른팔이 되려는 야망을 가지고 있다. 공간을 비틀어 그 곳에 목표물을 가두는 능력을 가지고 있다. 그 능력을 이용하여 하이드와 모네도 비틀린 공간에 가두어버리지만, 결국 스카이-랜드-시 불릿에 맞아  죽음을 당한다. 데인바르트의 목소리는 시마다 빈(일본어: 島田 敏)이 연기하였다.

## 외계인들
일명 성인(일본어: 星人 세이진[*])들은 곤충을 모티프로 한 외계 생명체로, 몬스 도레이쿠의 소집에 따라 우주의 여러 행성에서 모여, 워스타의 침략 활동을 돕는다. 쓰러졌을 때 부레도란의 비비충을 통해 거대화할 수 있다.
- 덩어리의 미조그(일본어: 塊のミゾーグ 가타마리노 미조그[*]) - 5화

미조그는 베라스카 성인(영어: Brasca, 일본어: ベラスカ星人 베라스카 세이진[*], 풍뎅이이다. 덩어리들을 하나로 뭉쳐 그 위에 올라타, 덩어리들을 굴려 사람들을 덩어리들 안에 집어넣는 능력을 지니고 있다. 워스타의 첫 지구 공격에 동원되었으나, 고세이 버스터에 죽음을 당한다
- UFO의 자르웍크(일본어: ＵＦＯのザルワック ＵＦＯ노 자르웍크[*]) - 6화

자르웍크는 그바이데레 성인 (영어: Gubydere, 일본어: グバイデレ星人 그바이데레 세이진[*], 무당벌레이다. 자신의 몸을 여러 대의 UFO로 변형시켜 대량의 목표물을 납치할 수 있는 능력을 지니고 있다. 고세이 버스터에 쓰러졌다가, 비비충에 의해 거대화하지만 고세이 그레이트에 의해 죽음을 당한다
- 빙설의 유제이크스(일본어: 氷雪のユウゼイクス 효세쓰노 유제이크스[*]) - 7화

유제이크스는 가리유스 성인(영어: Gariyus, 일본어: ガリュース星人 가리유스 세이진[*], 모기붙이이다. 목표물을 얼리는 냉각 능력을 지니고 있다. 고세이 버스터에 쓰러졌다가, 비비충에 의해 거대화하지만 결국 고세이 그레이트에 의해 죽음을 당한다.
- 뮤직의 마즈아터(일본어: ミューズィックのマズアータ 뮤직크노 마즈아터[*]) - 8화

마즈아터는 톡케리크 성인 (영어: Tockeric, 일본어: トッケリク星人 톡케리크 세이진[*], 귀뚜라미이다. 자신의 음악이 우주에서 최고라고 여기고 있으며, 소음 공격을 통해 사람들의 귀를 어지럽히는 능력을 지니고 있다. 부레도란의 도움으로 소리 증폭 장치를 통해 자신의 소음을 지구 전체에 퍼뜨리려 하나 에리의 노래하는 목소리 때문에 장치가 파괴되어 실패한다. 고세이 버스터에 쓰러졌다가, 비비충에 의해 거대화하지만 고세이 그레이트에 의해 죽음을 당한다.
- 유감의 우츠세르조(일본어: 流感のウチュセルゾー 류칸노 우츠세르조[*]) - 9화

우츠세르조는 바근테스 성인 (영어: Bugntes, 일본어: バグンテス星人 바근테스 세이진[*], 노린재이다.
적당한 시기에 감염자들을 비비충으로 만들어버리는 능력을 가지고 있다. 해독제가 발명된 후, 고세이 버스터에 의해 쓰러졌다가, 시익 고세이 그레이트에 의해 죽음을 당한다
- 위타천의 히도우(일본어: 韋駄天のヒドウ 이다텐노 히도우[*]) - 10화

히도우는 이라븐고라 성인 (영어: Ylabungora, 일본어: イラブンゴラ星人 이라븐고라 세이진[*], 잠자리이다. 매우 빠른 스피드로 움직이는 능력을 지니고 있으며, 데레푸타에 의해 소개되었다. 아라타는 히도의 움직임을 간파하지만, 히도를 도우러 온 데레푸타에 의해 고전한다. 마침내 아라타는 히도의 스피드를 제압하고, 랜딕 고세이저들의 공격에 의해 쓰러졌다. 비비충에 의해 거대화하지만, 결국 랜딕 고세이 그레이트에 의해 죽음을 당한다
- 연구의 아바우터(일본어: 研究のアバウタ 켄큐노 아바우터[*]) - 11화

아바우터는 즈테라메드로프 성인 (영어: Zuteramedorop, 일본어: ズテラメドロプ星人 즈테라메드로프 세이진[*], 뱀잠자리이다. 목표물을 치밀하게 관찰하고 분석하여, 약점을 찾아내는 능력을 지니고 있다. 고세이저에게 일부러 패배하는 척 하면서 고세이저의 약점을 분석하려 하였으나, 결국 랜딕 고세이 그레이트에 의해 죽음을 당한다
- 엉터리의 판다호(일본어: 出鱈目のファンダホー 데타라메노 판다호[*]) - 12화

판다호는 토츠네호 성인 (영어: Totsneho, 일본어: トツネホ星人 도츠네호 세이진[*], 말벌이다. 사람이나 기계의 중추 신경을 왜곡시켜 주인의 의지대로 움직이지 못하게 만드는 능력을 지니고 있다. 몬스 도레이쿠로부터 인정받기 위해 혼자 지구에 내려와, 고세이 레드로 변신한 아라타가 변신과 호성술을 자유롭게 사용하지 못하도록 만들지만, 엑조딕 고세이 그레이트에 의해 죽음을 당한다
- 여왕벌의 이리안(일본어: 女王蜂のイリアン 조오바치노 이리안[*]) - 13화

이리안은 브스와 성인 (영어: Bswa, 일본어: ブスワ星人 브스와 세이진[*], 구멍벌이다. 아라타, 아그리, 하이드를 비롯한 남자들에게 독액을 뿌려 자신의 종으로 만든 후, 가구의 일부로 사용하며 혹사시키지만, 모네와 에리에 의해 쓰러진다. 비비충에 의해 거대화하나, 스카익 고세이 그레이트에 의해 죽음을 당한다.
- 5000도의 크라스니고(일본어: ５０００℃のクラスニーゴ 고센도노 크라스니고[*]) - 14화

크라스니고는 르비우 성인 (영어: Liview, 일본어: ルビーウ星人 루비우 세이진[*], 바구미이다. 초고열을 발생시켜서 공격을 하는 능력을 지니고 있다. 데레푸타가 천국의 탑을 파괴할 때, 쿠사스니고는 지구의 바다를 끓여 증발시키려 했으나, 하이드와 하이드의 친구에 의해 저지당하여, 하이드의 친구에 의해 바다 속에 함께 빠지고 말았으나, 얼마 후 다시 물에서 올라와 증발 작전을 재개하려 하였다.
- 전격의 요크바방가(일본어: 電撃のヨークババンガー 덴게키노 요크바방가[*]) - 15화

요크바방가는 다이케시 성인 (영어: Daicaci, 일본어: ダイケシ星人 다이케시 세이진[*], 매미(Cicada))이다. 몬스 도레이쿠가 가장 아끼는 심복이다. 주변에 있는 전기를 자신의 몸에 흡수하여, 그 전기를 바탕으로 전기 공격을 가하는 능력을 지니고 있다. 지구에 내려와 이곳 저곳의 전력을 흡수하고, 몬스 도레이쿠가 계속 전력을 충전해주어 고세이저를 공격하지만, 랜딕 불릿 어택에 의해 쓰러진다. 비비충에 의해 거대화되었으나, 하이퍼 체인지에 성공한 데이터스에 의해 죽음을 당한다.
- 변종의 파워드다크(일본어: 変わり種のパワードダーク 가와리다네노 파워드다크[*]) - 16화

파워드다크는 호근로 성인 (영어: Hognlo, 일본어: ホグンロ星人 호근로 세이진[*], 하늘소 (Longhorn Beetle))이다. 부레도란이 만든 파워 시드를 사용하여 고세이저들이 사용하는 공격을 흡수해, 같은 공격으로 받아치는 기술을 사용했다. 그러나 미스틱 브라더스에 의해 쓰러지고 말았다. 비비충에 의해 거대화하지만, 미스틱 고세이 그레이트에 의해 죽음을 당한다.
- 위성의 타게이트(일본어: 衛星のターゲイト 에이세이노 타게이트[*])는 고세이저를 쓰러뜨림으로써 데레푸타와 부레도란을 대신해 자신이 몬스 도레이쿠의 오른팔이 되려는 야망을 가지고 있다. 공간을 비틀어 그 곳에 목표물을 가두는 능력을 가지고 있다. 그 능력을 이용하여 하이드와 모네도 비틀린 공간에 가두어버리지만, 결국 스카이-랜드-시 불릿에 맞아 쓰러진다. 비비충에 의해 거대화되었으나, 결국 미스틱 고세이 그레이트와 데이터스에 의해 죽음을 당한다. 타게이트의 목소리는 이나다 테츠(일본어: 稲田 徹)가 연기하였다.